# Stichophthalma
Genre
Stichophthalma est un genre de papillons diurnes de la famille des Nymphalidae et de la sous-famille des Morphinae que l'on trouve dans certaines régions de Chine et d'Indochine. Ce genre a été décrit par l'entomologiste autrichien Felder et son fils, en 1863. 

## Description
Ce sont des papillons aux grandes ailes mesurant entre 90 et 140 millimètres en moyenne. La femelle est légèrement plus grande que le mâle et ne se différencie pas par la couleur ou le dessin des ailes. Celles-ci sont colorées et les bordures sont souvent tachées de couleur sombre.

## Distribution
Ce genre de papillons se rencontre en Asie du Sud-Est, principalement en Chine du Sud, en Thaïlande, dans la péninsule d'Indochine et à l'île de Taïwan.

## Espèces et sous-espèces
- Stichophthalma camadeva (Westwood, 1848) Birmanie, Sikkim, Assam
- Stichophthalma cambodia (Hewitson, 1865) Thaïlande, Indochine
- Stichophthalma fruhstorferi (Röber, 1903) Vietnam, Laos
- Stichophthalma godfreyi (Rothschild, 1916) Birmanie
- Stichophthalma howqua (Westwood, 1851) Chine, Vietnam
  - Stichophthtalma howqua howqua
  - Stichophthalma howqua bowringi (Chun, 1929) - Hainan
  - Stichophthalma howqua iapetus (Brooks, 1949) — Cochinchine  (Vietnam du Sud)
  - Stichophthalma howqua tonkiniana (Fruhstorfer, 1901) — Tonkin (Vietnam du Nord)
  - Stichophthalma howqua formosana (Fruhstorfer, 1908) — Taïwan
  - Sthichophthalma howqua miyana (Fruhstorfer, 1913) - Canton
  - Stichophthalma howqua suffusa (Leech, 1892) — Sitchouan, Fujian (Chine)
- Stichophthalma louisa (Wood-Mason, 1877)
  - Stichophthalma louisa siamensis (Rothschild, 1916), Thaïlande
  - Stichophthalma louisa ranohngensis (Okano, 1985)
  - Stichophthalma louisa mathilda (Janet, 1905)
  - Stichophthalma louisa tytleri (Rothschild, 1918)
- Stichophthalma nourmahal (Westwood, 1851) — Bouthan, Sikkim, Assam, Naga Hills
- Stichophthalma sparta (de Nicéville, 1894) — Birmanie
  - Stichophthalma sparta evansi (Huang, 2003) — Yunan
- Stichophthalma neumogeni (Leech, 1892) — Chine, Vietnam, Corée, Japon
  - Stichophthalma neumogeni regulus (Brooks, 1949)
  - Stichophthalma neumogeni le (Huang, 1998) — Hainan
- Stichophthalma uemurai (Nishimura, 1998) — Vietnam
  - Stichophthalma uemurai gialaii (Monastyrskii & Devyatkin, 2000)